# Armelle Le Bras-Chopard
Armelle Le Bras-Chopard (n. 1950) es una politóloga francesa, especializada en los problemas de desigualdad entre mujeres y hombres en el ámbito político.

## Biografía
Armelle Le Bras-Chopard estudió Derecho y Filosofía en La Sorbona y en el Instituto de Estudios Políticos de París. Luego trabajó en una tesis dedicada a Pierre Leroux, obtuvo el título de Doctor de Estado y fue la primera mujer en convertirse graduada en Ciencias Políticas en Francia. Su tesis fue publicada en 1986 por Les Presses de Sciences Po de la Fondation nationale des sciences politiques, con el título De l'égalité dans la différence: le socialisme de Pierre Leroux.
Es profesora de Ciencias Políticas y está asignada desde 1991 a la Universidad de Versailles Saint Quentin en Yvelines, centro asociado a la Universidad Paris-Saclay. Miembro de la dirección del centro, se hizo cargo de las relaciones internacionales del mismo de 1991 a 1997. También ha sido directora del Departamento de Ciencias Políticas —que creó— de 1991 a 2000, y del Centre d'analyse des régulations politiques (CARPO) hasta marzo de 2004. También fue vicepresidenta de la Asociación de Profesores e Investigadores en Ciencias Políticas de 1998 a 20002.
De 2000 a 2009, fue nombrada responsable de la igualdad de oportunidades entre mujeres y hombres en la enseñanza superior en el Ministerio de Educación Nacional. En 2000, el gobierno de Lionel Jospin, al que se adscribió el entonces ministro de Educación, Jack Lang, dio más importancia a las cuestiones de género.
Ha publicado varios libros desde 1997 y en la década de 2000. Fue galardonada con el Premio Médicis, en la modalidad de ensayo, en el año 2000, por su obra Le zoo des philosophes. En 2006, publicó con Plon Les Putains du Diable. Le procès en sorcellerie des femmes. En 2016 retomó este tema con la publicación de Les putains du Diable. Procès des sorcières et construction de l’État moderne (Dalloz). El libro recibió el premio del Club de Juristas y el premio Olivier Debouzy 2017. Este tema se retoma en 2018 en un libro de Mona Chollet, Sorcières, la puissance invaincue des femmes, y se convierte en un eje clásico de análisis para Le Bras-Chopard, «el verdadero crimen de una bruja no es matar las vacas de su vecino. El verdadero crimen de la bruja es que hizo un pacto con el diablo acostándose con él. ... La bruja es la mujer que se escapa de las manos de su marido a través de la chimenea con su escoba para —literalmente— echar un polvo».

## Obras destacadas
- La guerre : Théories et idéologies éditions Montchrestien, 1994
- Les Femmes et la Politique (en colaboración co Janine Mossuz-Lavau), París, L’Harmattan, 1997
- Le Zoo des philosophes: de la bestialisation à l'exclusion, París, Plon, 2000 (Premio Médicis de ensayo 2000
- Le Masculin, le Sexuel et le Politique, París, Plon, 2004
- Les Putains du Diable: le procès en sorcellerie des femmes, París, Plon, 2006
- Première dame, second rôle, París, Seuil, 2009
- Les Putains du Diable: procès des sorcières et construction de l'État moderne, París, Dalloz, 2016